# Авансон (Арденны)
Авансо́н (фр. Avançon) — коммуна во Франции, находится в регионе Шампань — Арденны. Департамент — Арденны. Входит в состав кантона Шато-Порсьен. Округ коммуны — Ретель.
Код INSEE коммуны — 08038.
Коммуна расположена приблизительно в 155 км к северо-востоку от Парижа, в 60 км севернее Шалон-ан-Шампани, в 50 км к юго-западу от Шарлевиль-Мезьера.

## Население
Население коммуны на 2008 год составляло 320 человек.
| 1962 | 1968 | 1975 | 1982 | 1990 | 1999 | 2008 |
| ---- | ---- | ---- | ---- | ---- | ---- | ---- |
| 291  | 262  | 258  | 270  | 322  | 300  | 320  |

## Администрация
| Период | Период | Фамилия         | Партия | Должность |
| ------ | ------ | --------------- | ------ | --------- |
| 1995   | 2001   | Мари-Элен Мишле |        |           |
| 2001   |        | Филип Урлье     |        |           |

## Экономика
В 2007 году среди 203 человек в трудоспособном возрасте (15—64 лет) 140 были экономически активными, 63 — неактивными (показатель активности — 69,0 %, в 1999 году было 68,4 %). Из 140 активных работали 131 человек (78 мужчин и 53 женщины), безработных было 9 (2 мужчин и 7 женщин). Среди 63 неактивных 24 человека были учениками или студентами, 24 — пенсионерами, 15 были неактивными по другим причинам.

## Достопримечательности
- Церковь Сен-Реми[фр.] (XIII век). Памятник истории с 1926 года.[3]

## Фотогалерея

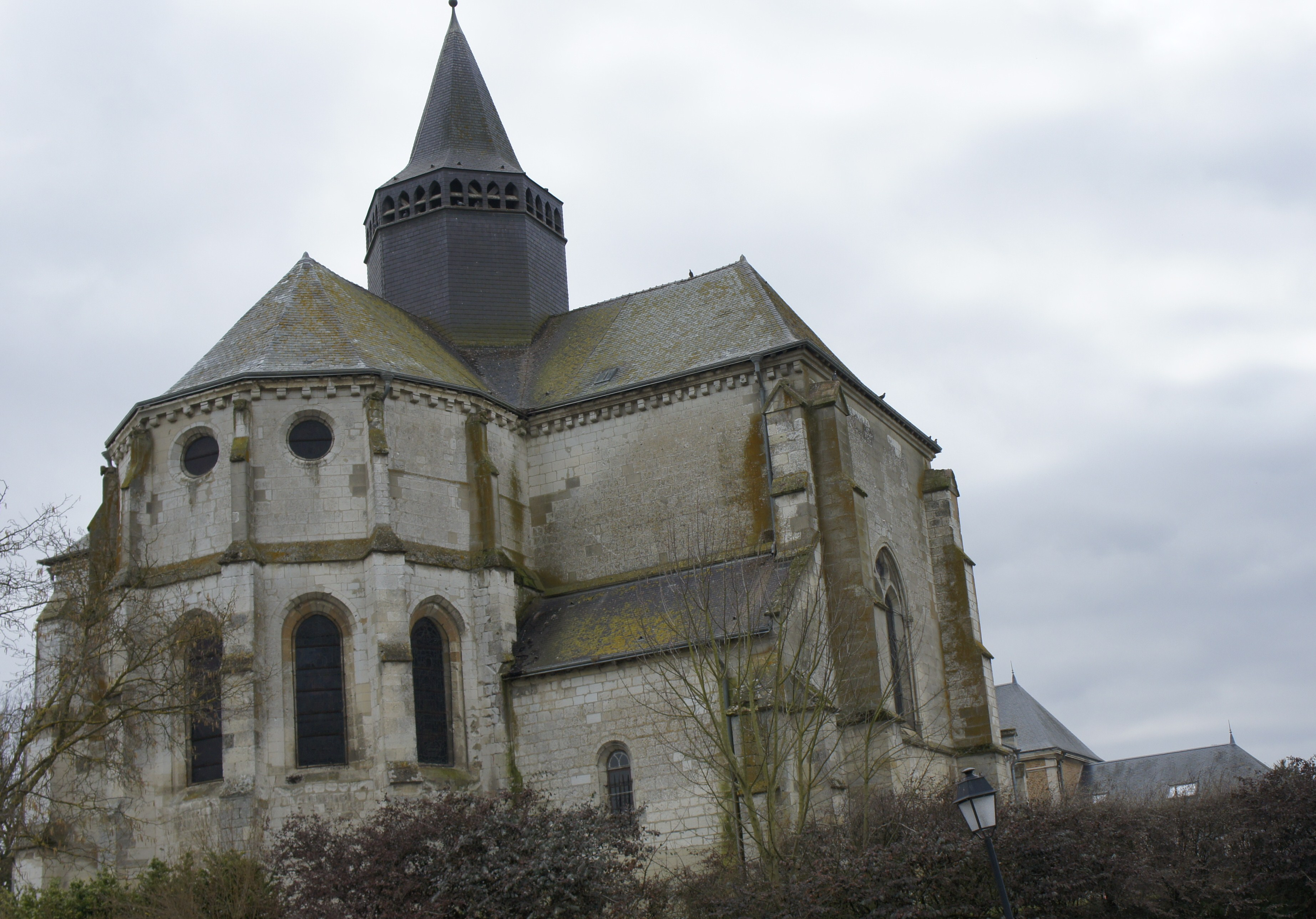
Церковь Сен-Реми
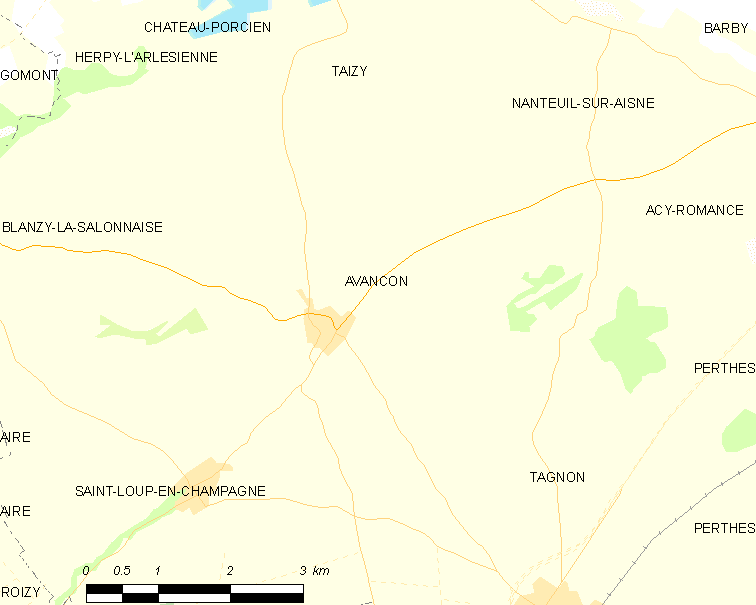
Карта коммуны